# Březina (Rokycanyi járás)
Březina település Csehországban, Rokycanyi járásban. Březina Břasy, Bezděkov, Osek és Přívětice településekkel határos. Lakosainak száma 397 fő (2024. január 1.).

## Népesség
A település lakosságának változását az alábbi diagram mutatja:
| Lakosok száma | 636  | 725  | 666  | 457  | 354  | 327  | 344  | 361  | 372  | 397  |
|               | 1869 | 1900 | 1921 | 1961 | 1980 | 2011 | 2016 | 2019 | 2021 | 2024 |